# Herb Wells
Herbert Wells, detto Herb (Brockton, 4 maggio 1901 – Exton, 18 novembre 1978), è stato un calciatore statunitense, di ruolo attaccante.

## Carriera

### Nazionale
Ha partecipato alle Olimpiadi del 1924.